# Paul Althouse
Paul Shearer Althouse (Reading (Pennsilvània), 2 de desembre, 1889 - Manhattan (New York City), 6 de febrer, 1954) va ser un cantant d'òpera estatunidenc. Va començar la seva carrera com a tenor líric amb un so robust d'estil italianitzant, en papers com Cavaradossi a Tosca, Pinkerton a Madame Butterfly i Turiddu a Cavalleria rusticana. Més tard es va expandir al repertori de tenor dramàtic, trobant èxit en la interpretació d'herois wagnerians. Va cantar amb la Metropolitan Opera de Nova York durant 30 anys.

## Biografia
Va néixer a , el 2 de desembre de 1889, fill de Harry Jacob Althouse (1871-1937) i Laura May Shearer (1873-1942).
Althouse cantava com a soprano infantil al cor de l'església episcopal de la seva ciutat natal. Va rebre les seves primeres lliçons de cant a l'església d'Evelyn Essick. Va estudiar música a la Universitat de Bucknell i després va cantar en privat amb Perley Dunn Aldrich a Filadèlfia i Oscar Saenger i Percy Rector Stevens a la ciutat de Nova York. Va debutar professionalment a l'òpera amb la Philadelphia-Chicago Grand Opera Company com a Faust de Gounod en un compromís fora de la ciutat a la ciutat de Nova York.
Althouse va debutar a l'òpera Metropolitana en un petit paper a La flauta màgica el 23 de novembre de 1912. La seva primera assignació important amb aquesta companyia va ser el 19 de març de 1913, com a Grigory a l'estrena als Estats Units de Borís Godunov de Mussorgsky sota la direcció d'Arturo Toscanini. Va ser notablement el primer tenor americà sense experiència europea a cantar al Met.
Es va casar amb Elizabeth Breen (1896–1966), coneguda professionalment com a Zabetta Brenska, el 18 de juny de 1914 a St. Paul, Minnesota; van tenir dues filles i es van divorciar el 1930. Es va tornar a casar amb Klaire Shoup el 1936.
Althouse va romandre al Met fins al 1920, període durant el qual va participar en les estrenes mundials de Madeleine de Victor Herbert (François, 1914), Madame Sans-Gêne d'Umberto Giordano (Neipperg, 1915), The Canterbury Pilgrims de Reginald de Koven (Squire, 1917), Shanewis de Charles Wakefield Cadman (Lionel, 1918) i The Legend de Joseph Carl Breil (Stephen, 1919). Els seus altres papers a la casa durant aquests anys van incloure: Cavaradossi a Tosca, Froh a Das Rheingold, el cantant italià a Der Rosenkavalier, Nicias a Thaïs, Pinkerton a Madame Butterfly, Turiddu a Cavalleria Rusticana, Uin-San-Lui a L'Oracolo de Franco Leoni, Walther a Tannhäuser, Vladimir a Kniaz' Igor i el paper principal a Oberon'.
Althouse va passar gran part de la dècada del 1920 dedicada a concerts. Després de cinc anys d'absència de l'òpera, va aparèixer com a Faust a San Francisco el 1925. Aquell any es va unir a la llista de cantants de la Philadelphia Civic Opera Company (PCOC), debutant amb la companyia com a Avito a L'amore dei tre re. També va cantar Samsó a Samson et Dalila i Don José a Carmen amb la companyia aquell any. Va visitar el Festival de Bayreuth l'estiu de 1925 i va decidir que volia formar-se com a Heldentenor. Va fer una gira per Nova Zelanda amb Arthur Middleton a l'octubre de 1925, i posteriorment va fer la seva primera incursió en el repertori més pesat al PCOC com a Tristan a Tristan und Isolde el 25 de març de 1926. Va continuar actuant amb el PGOC anualment fins al 1929 en papers com Canio a Pagliacci, Pinkerton, Radamès a Aida, Siegmund a Die Walküre i Walther von Stolzing a Die Meistersinger von Nürnberg.
El 1929, Althouse va fer les seves primeres aparicions en els principals teatres d'òpera europeus, actuant a l'Òpera Estatal de Berlín, la Staatsoper de Stuttgart i la Reial Òpera Sueca, principalment com a Turiddu i com a Canio. Aquell mateix any també va actuar en concerts amb la Societat Coral Eaton de Toronto. El 1930 va cantar a l'Òpera Cívica de Chicago com a Tannhauser i Siegmund. El 1931 va cantar el paper principal a Oedipus Rex de Stravinski amb l'Orquestra de Filadèlfia sota la direcció de Leopold Stokowski. L'any següent va cantar Tristany i Siegfried en concert amb l'orquestra. El 1933, va cantar Tristan a San Francisco.
Després d'una absència de tretze anys, Althouse va tornar al Met el 26 de febrer de 1933 per a un concert especial en honor de Giulio Gatti-Casazza. Va aparèixer a l'escenari com a Siegmund a Die Walküre el 3 de febrer de 1934, amb Frida Leider com a Brünnhilde. Va aparèixer anualment al Met durant els següents sis anys, cantant papers com Aegisth a Elektra, Loge a Das Rheingold, Pinkerton, Tristan, Walther von Stolzing i el paper principal a Lohengrin. Althouse va fer la seva última aparició al Met durant un concert de diumenge a la nit el 18 de febrer de 1940.
Althouse es va retirar dels escenaris el 1945, després del qual es va dedicar a l'ensenyament. Entre els seus alumnes hi havia Richard Tucker, Eleanor Steber, Astrid Varnay, la catedràtica de veu de la Universitat del Sud de Califòrnia Margaret Schaper, Dean Verhines i Léopold Simoneau.
Va morir el 6 de febrer de 1954 a Manhattan, Nova York, i va ser enterrat al cementiri i mausoleu de Ferncliff a Hartsdale, Nova York.